# Österreichisch-Polnischer Mathematikwettbewerb
Der Österreichisch-Polnischer Mathematikwettbewerb (ÖPMW) war ein Mathematikwettbewerb zwischen Teilnehmern der Mathematikolympiade aus Österreich und Polen. Er fand seit 1978 jährlich statt und wurde abwechselnd in Österreich und Polen ausgetragen. Teilnehmen durften in Österreich die Teilnehmer, welche beim Bundeswettbewerb der Österreichischen Mathematik Olympiade (ÖMO) Platz 7 bis 12 belegten (also hinter den Teilnehmern der Internationalen Mathematik-Olympiade (IMO) platziert waren).
Der Wettbewerb bestand aus zwei 4,5-stündigen Einzelwettbewerben (bestehend aus jeweils drei Aufgaben) und einem 4-stündigen Gruppenwettbewerb, in dem das österreichische Team gegen das polnische Team um die Lösung von 3 Aufgaben antrat.
Im Jahr 2007 wurde dieser Wettbewerb aufgelöst. Stattdessen gibt es nun die Mitteleuropäische Mathematik-Olympiade (MEMO).